# Kaho Shibuya
Kaho Shibuya (澁谷 果歩 Shibuya Kaho, * 20. Mai 1991 in Tokio) ist eine japanische Webvideoproduzentin, Cosplayerin und ein ehemaliges AV Idol.

## Frühes Leben
Geboren wurde Shibuya im Jahr 1991 als Tochter eines bekannten Arztes in der japanischen Hauptstadt Tokio. Nach ihrem Schulabschluss studierte sie Englisch an der Aoyama Gakuin University und bestand im September 2014 den TOEIC mit einer Gesamtpunktzahl von 990. Im Jahr 2016 erreichte sie die Qualifikation, um als Englischlehrerin und in der Kinderbetreuung arbeiten zu dürfen.
In einem Interview gab Shibuya an, von ihrem älteren Bruder sexuell missbraucht worden zu sein als sie in der fünften Schulklasse der Grundschule war. Ihre Eltern glaubten ihr zu dem Zeitpunkt nicht. Die Beziehung zu ihren Eltern wurde weiter geschädigt, als diese von ihrer Karriere als Pornodarstellerin erfuhren.

## Werdegang

### Als Redakteurin und Lehrerin
Bevor sie 2012 als Redakteurin bei der Sportzeitung Tokyo Sports anfing, absolvierte sie ein Praktikum bei der Tageszeitung Yomiuri Shimbun. Zwischen 2012 und 2014 schrieb sie für die Sportzeitung und berichtete hauptsächlich von den Geschehnissen rund um die Pacific League der heimischen Baseball-Liga. Während sie eine Pause als Sportredakteurin einlegte, war sie als Englischlehrerin tätig. In dieser Zeit stieß sie auf eine Teilzeitstellenausschreibung als Tester für Sexspielzeug, auf den sie sich bewarb.
Im Jahr 2020 veröffentlichte Shibuya ihre Autobiografie in der sie unter anderem über ihre Zeit als AV Idol in der japanischen Pornoindustrie berichtet. Dieses Buch wurde ins Englische übersetzt und kam 2023 auf den Markt.

### Als Pornodarstellerin
Noch während ihrer Zeit, als sie in ihrer Freizeit Kritiken über Sexspielzeug schrieb, erhielt sie vermehrt Anfragen, um als anonymes Model an Erotikshootings bzw. als Erotikdarstellerin in Pornofilmen teilzunehmen. Durch einen Exklusivdeal mit Alice Japan hatte Shibuya im November 2014 ihr Debüt als AV Idol in der japanischen Pornoindustrie. Während ihrer aktiven Karriere spielte sie in mehr als 750 Porno-Produktionen mit.
Im Mai 2015 wurde sie Mitglied der kurzlebigen AV-Idol-Gruppe Sexy-J, stieg aber im April des Folgejahres wieder aus. Zudem veröffentlichte sie am 5. August 2015 mit Natsu no Ojōsan ihre einzige Single auf CD. Zwischen April 2017 und November 2019 moderierte sie die Sendung Kaho Shibuya's Tawawa Challenge auf dem japanischen Fernsehsender Skyperfect TV.
Im Mai 2018 beendete sie ihre Karriere als AV Idol. In einem im Jahr 2022 geführten Interview sagte sie, dass sie nicht versuche, ihre frühere Karriere als Pornodarstellerin zu verheimlichen. Gleichzeitig stellte sie klar, dass sie seit ihrem Rücktritt keine Kontakte mehr zu der heimischen Pornoindustrie habe. Im Februar 2023 verklagte Shibuya vier Personen, darunter ein Produktionsunternehmen, auf sieben Millionen Yen Schmerzensgeld, nachdem mehrere unzensierte Adult-Videos von ihr illegal im Internet auftauchten. Im September gleichen Jahres ließ Shibuya über ihre Anwälte Abmahnungen an Verkäufer und Verkaufsplattform versenden, in der sie die Parteien aufforderte, den weiteren Verkauf ihrer Videos einzustellen. Im Dezember 2023 gab sie an, dass ihre Abmahnung erfolgreich waren.

### Weitere Tätigkeiten
Seit ihrem Karriereende als AV Idol hat Shibuya andere Tätigkeiten aufgenommen. So ist sie inzwischen als Cosplayerin aktiv und ist auf mehreren internationalen Conventions regelmäßig als Ehrengast anwesend, darunter auf der Anime Boston, auf der Anime Expo oder auch auf der Connichi. Zudem hat sie mehrere Fotobücher veröffentlicht, in denen sie in ihren Cosplays zu sehen ist.
Im Film Little Nights, Little Love hatte sie eine kleine Rolle. In der Erotik-Kurz-Animeserie Modaete yo, Adam-kun hatte sie ihre erste Synchronsprecherrolle. In der Serie lieh sie dem Charakter Yue Kurumizawa ihre Stimme und sang das Lied Gingin Perfection, welches im Abspann der acht Folgen zu hören ist.
Seit August 2019 ist sie als Radiomoderatorin tätig. Zwischen November 2018 und Oktober 2021 moderierte sie den YouTube-Kanal おもちゃん -Omochan-. Sie beendete ihr Engagement mit dem dahinterstehenden Unternehmen, nachdem dieses ein geplantes Fotoshooting absagte, da Shibuya „zu wenig Haut“ zeigte. Im Juni 2020 startete ihren Twitch-Kanal.
Auf Instagram hat sie 1,28 Millionen Abonnenten.

## Buchveröffentlichungen

### Fotobücher
- Saijo Akihito (Fotograf): The Scoooop!! Futabasha, Shinjuku 2015, ISBN 978-4-575-30865-5, S. 80.
- Hiroshi Shiobara (Fotograf): KAHO P・A・I: 澁谷果歩写真集 Kahopai: Shibuya Kaho Photobook. Saibunkan Shuppan, Shinjuku 2016, ISBN 978-4-7756-0583-7, S. 126.
- Yuji Susaki (Fotograf): 原寸大おっぱい図鑑Ecstasy Gensundai oppai zukan ekusutashi. Ichijinsha, Shinjuku 2017, ISBN 978-4-7580-1579-0, S. 60.
- Koji Yokoyama, Ryu Ayanami: ベスト・ヌードポーズ = Best Nude Pose. ヌード編4 Besuto nudo pozu. Nudohen-4. Okusu, 2017, ISBN 978-4-7990-0861-4, S. 159.

### Autobiografien
- AVについて女子が知っておくべきすべてのこと AV Nitsuite Joshi ga Shitteokubeki Subete no Koto. Saizo, Tokio 2020, ISBN 978-4-86625-131-8, S. 261 (japanisch).
  - The Japanese Porn Industry Unmasked: An Insider’s Guide. Bento Books, Houston, ISBN 978-1-939326-58-4, S. 184.

## Diskografie

### Solo-Veröffentlichungen
- 2015: 夏のお嬢さん Natsu no Ojōsan (Single, First Music)
- 2022: Press Start! (Single)
- 2022: ココロハイテンション Kokoro High Tension (Single)
- 2023: Motto! (Single)
- 2023: 一期一会 Ichigoichi (Single)
- 2023: タピオッケー Tapiokkē (Single)
- 2023: ギンギンパーフェクション Gingin Perfection (Single, Titellied zum Erotik-Kurzanime Modaete yo, Adam-kun)
- 2024: Pure Pure Seiso (Single)

### Als Gastmusiker
- 2021: Electric Town (Around Akiba feat. Kaho Shibuya)